# Страсбург
 Тази статия е за града във Франция.  За града в Австрия вижте Щрасбург.  
Страсбург (на френски: Strasbourg; на немски: Straßburg) е град в Източна Франция, център на департамента Ба Рен и на регион Гранд Ест.
Страсбург е седалище на няколко европейски институции, между които са: Съветът на Европа, Еврокорпусът, както и Европейският парламент и Европейският омбудсман на Европейския съюз.
Сред най-големите забележителности е Елзаският музей в Страсбург.

## История
Латинското име на града в Античността е Argentoratum или Argentina.

## География
Разположен е на левия бряг на река Рейн, близо до границата с Германия. Населението на града е 276 170 жители (2014), а в градската агломерация живеят 773 347 души (2014).
| 1684    | 1789    | 1851    | 1871    | 1910    | 1921    | 1936    | 1946    |
| ------- | ------- | ------- | ------- | ------- | ------- | ------- | ------- |
| 22 000  | 49 943  | 75 565  | 85 654  | 178 891 | 166 767 | 193 119 | 175 515 |
| 1954    | 1962    | 1968    | 1975    | 1982    | 1990    | 1999    | 2004    |
| 200 921 | 228 971 | 249 396 | 253 384 | 248 712 | 252 338 | 264 115 | 272 800 |
| 2006    | 2011    | 2013    | 2014    |         |         |         |         |
| 272 975 | 272 222 | 275 718 | 276 170 |         |         |         |         |

## Икономика
Градът е важен център на промишлеността (главно машиностроенето), както и възел на пътни, железопътни и речни връзки. Пристанището в Страсбург е най-голямото на река Рейн след пристанището в Дуйсбург, Германия.
Модерната трамвайна система в Страсбург функционира от 1994 година. Планирано е 2 TGV (скоростни) линии да свързват града с европейската високоскоростна железопътна мрежа:
1. TGV Est (Париж – Страсбург)
2. TGV Rhin-Rhône (Страсбург – Лион)

## Спорт
Представителният футболен отбор на града е на клуб с името Расинг Клуб дьо Страсбург.

## Известни личности
Родени
- Жан Арп (1886-1966), художник
- Ханс Бете (1906-2005), американски физик
- Арсен Венгер (р. 1949), треньор по футбол
- Густав Доре (1832-1883), художник
- Жан-Батист Клебер (1753-1800), генерал
- Юрген Теобалди (р. 1944), поет
- Пиер-Пол Швайцер (1912-1994), финансист

Починали
- Йохан Херман (1738-1800), зоолог

Свързани
- Йоханес Гутенберг (1398-1468), изобретател, живее в града през 1430-те и 1440-те години.
- Алберт Швайцер (1875-1965), теолог, философ, физик и музикант, завършва университета през 1913 г.

## Международни отношения
Побратимени градове:
- Виареджо, Италия
- Бостън, САЩ (от 1960)
- Лестър, Великобритания (от 1960)
- Щутгарт, Германия (тогава ФРГ) (от 1962)
- Дрезден, Германия (бившата ГДР) (от 1990)
- Рамат Ган, Израел (от 1991)
- Истанбул, Турция
- Якмел, Хаити (от 1996)
- Новгород, Русия (от 1997)
- Фес, Мароко

Специални отношения с:
- Бърно, Чехия
- Букурещ, Румъния
- Будапеща, Унгария
- Крайова, Румъния
- София, България
- Сплит, Хърватия
- Варшава, Полша